# ズカワキンチャクガイ
ズカワキンチャクガイ（頭川巾着貝、学名：Swiftopecten djoserus Yoshimura, 2017 ）は、イタヤガイ科エゾギンチャク属 Swiftopecten に分類される二枚貝の一種である。新生代鮮新世末期（約275万年前）に生息した大桑・万願寺動物群の化石種（絶滅種）とされ、富山県の頭川層より化石が産出する。現生種では北海道などに生息するエゾキンチャクが最も近縁である。
種小名 djoserus は殻が特有の付加成長する際に生じる階段状の輪肋がジョセル王（Djoser）の階段ピラミッドに類似することに由来する。

## 分布
富山県高岡市の頭川層上部（約275万年前）から記載された。
上記以外の産地は知られていない。

## 特徴
イタヤガイ科の貝類としては中大型（約7.5cm）で、同心円状・放射状の凹凸が殻全体に広がっている。化石記録などから、エゾキンチャク属は北太平洋を中心に生息する寒流系の二枚貝であることが知られているが、ズカワキンチャクガイが産出する日本海中部沿岸域は生息域の南限域であると考えられている。
本属のタイプ種であるエゾキンチャク（東北地方以北の西太平洋と日本海北部に現生）によく似ているが、本種はサイズがより小さいこと、殻表全体にある放射細肋が44-46本と少ないこと、殻頂角がより大きいこと、太い成長輪肋の段差がより大きいことなどの点で区別される。
なお、本種は松原ほか（2022）において、独立した種ではなく、S. swiftiiの不連続変異の一つとする意見がある。